# Guadalinex
Guadalinex es  una distribución Linux promovida por la Junta de Andalucía para fomentar el uso del software libre en su comunidad autónoma. Estaba inspirada en GnuLinEx, un proyecto similar de la Junta de Extremadura. Inicialmente estuvo basada en Debian GNU/Linux debido al acuerdo inicial entre la Junta de Andalucía y la de Extremadura, y desde la versión 3.0 se basa en Ubuntu. En Guadalinex V9 y posteriores la distribución base pasa de Ubuntu a LinuxMint.
En 2018 la Junta de Andalucía descontinúa a Guadalinex por lo que la décima versión, basada en Ubuntu 16.04 LTS y LinuxMint 18, nunca llegará a ver la luz.
En el ámbito educativo, la variante educativa de Guadalinex, Guadalinex Edu, ha sido sustituida por EducaAndOS.

## Características principales
- Sus contenidos están totalmente en español.
- Incluye todo lo necesario para disponer de un sistema realmente usable: suite ofimática, navegador web, cliente de correo electrónico, reproductores multimedia (soporte para códecs multimedia propietarios incluidos), juegos, editor de diseño gráfico, aplicaciones para desarrollo, etc.
- Una de las grandes novedades incluidas en Guadalinex v7 es la aplicación para el control parental Nanny con la cual se puede gestionar tanto el uso de internet limitando el tiempo para cada usuario del PC y empleando listas negras para bloquear páginas webs no deseadas, como el uso del propio PC.
- Todo el software mencionado viene incluido en un DVD de instalación, a través del cual puede probarse la distribución dejando intactos los datos que haya en los discos duros gracias a la versión liveCD, la cual también permite su instalación en el ordenador, ya sea como sistema operativo único o conviviendo con otros cualesquiera.
- Dispone de DVD complementarios a través de los cuales es posible instalar programas adicionales en el sistema, aunque también existen repositorios desde los que puede obtenerse la totalidad del software disponible para la distro. Como  aplicaciones libres para windows. Todo esto está incluido en el DVD completo de Guadalinex.
- Cuenta con el respaldo de la Junta de Andalucía y con una importante comunidad de usuarios en los  foros oficiales de Guadalinex. También dispone de soporte técnico gratuito dirigido a los usuarios de Guadalinex para la resolución por parte del equipo Guadalinex de sus posibles dudas y/o problemas.
- Además, la Consejería de Hacienda y Administración Pública de la Junta de Andalucía desarrolla la Guadalinex Escritorio COrporativo eStándar (GECOS), una versión destinada a empresas y que es gestionada por GECOS Centro de Control a través de la web
- Es totalmente compatible con los paquetes de los repositorios de la distribución base.
- Dispone de soporte adicional para hardware (adicionalmente el que necesitan sus usuarios), el cual Ubuntu no incluye por omisión debido a su filosofía.
- Para la versión Guadalinex V6 se volvió a escribir completamente la guía de usuario para que sea más sencilla y amigable la inmersión en el software libre y especialmente en Guadalinex así como el manejo de sus aplicaciones y realización de las tareas diarias de los usuarios. En Guadalinex v7 se ha actualizado y ampliado la guía.
- En la versión Guadalinex V7 se optó por utilizar discos ecológicos, más flexibles y ligeros, contribuyendo así a reducir el consumo de dióxido de carbono durante su creación.
- La versión Guadalinex V8 provee de una interfaz totalmente renovada incorporando Gnome-shell por defecto, además se realizó un desarrollo propio de extensiones que mejoran su usabilidad. Presionando la tecla Súper se despliega todo el potencial de Gnome-shell.
- La actual versión Guadalinex V9 presenta varias novedades, siendo la primera que cambia la distribución usada hasta ahora para desarrollarse sobre Linux Mint y además ofrece una versión ligera para aquellos equipos con prestaciones reducidas. La versión ligera (Lite) usa el entorno de escritorio LXDE.
- En 2016 la Forja de Guadalinex ha sido migrada a GitHub.
- GECOS dispone de su web en GitHub.
- En 2018 la Junta de Andalucía descontinúa a Guadalinex por lo que la décima versión, basada en Ubuntu 16.04 LTS y LinuxMint 18, nunca llegará a ver la luz.

## Familia Guadalinex

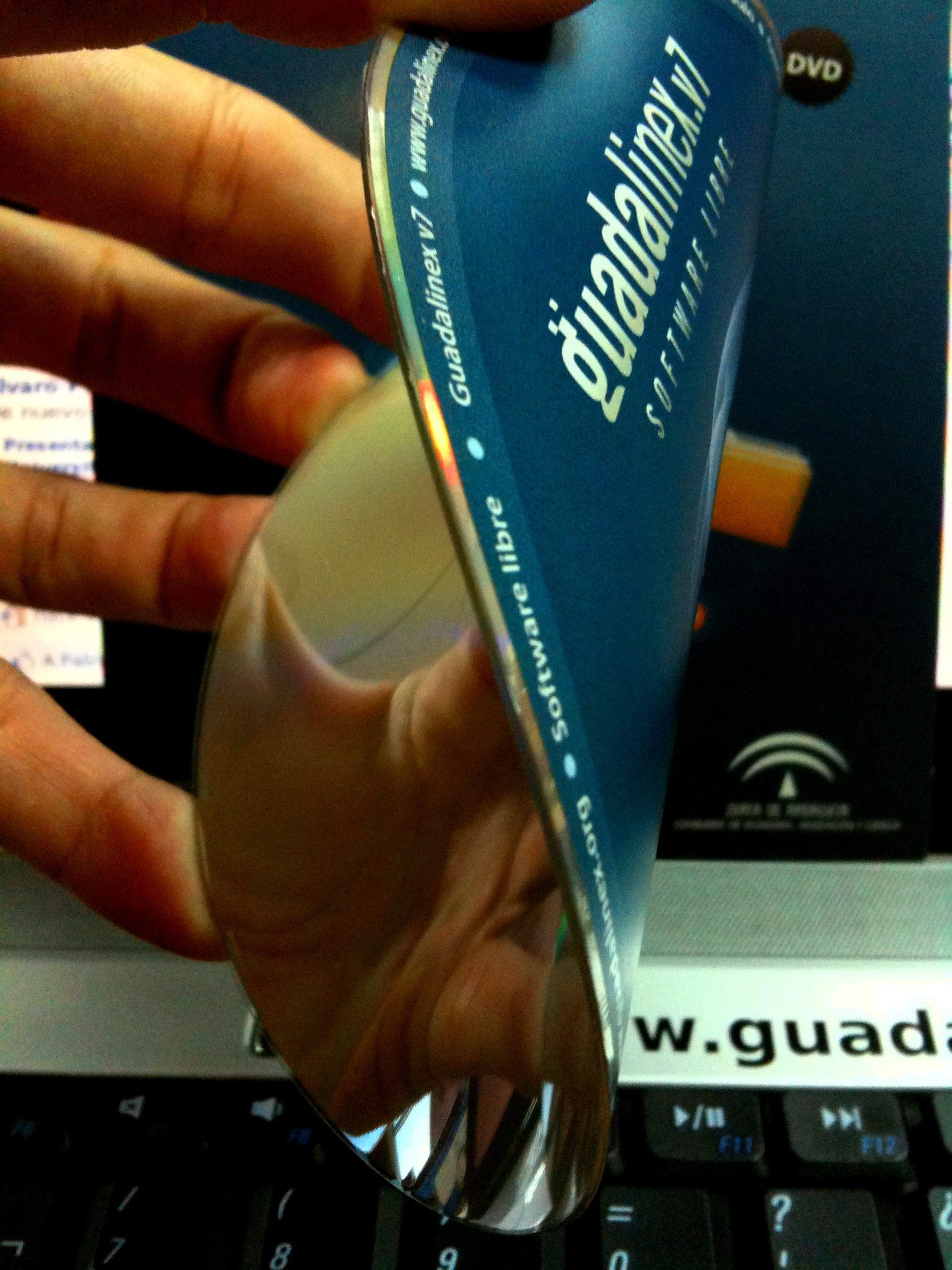
Ecológico y flexible

Existen varios «sabores» de Guadalinex, según a qué público esté orientada:
- Guadalinex Integral: de propósito general, se publica una vez cada dos años.
- Guadalinex BIB: para Bibliotecas (discontinuado).
- Guadalinex CDM: para los Centros de Día de Mayores.
- Guadalinex Edu: para los centros educativos, mantenida por el CGA (Servicio Integral de Atención Digital ).
- Guadalinex Guadalinfo: para los centros Guadalinfo.
- Guadalinex Lite: para ordenadores antiguos, lleva LXDE como entorno de escritorio.
- Guadalinex UCA: para la Universidad de Cádiz.
- Guadalinex US: para la Universidad de Sevilla.
- GECOS: Guadalinex Escritorio COrporativo eStándar para la Administración Pública.
- Guadalinex ZA: para las Zonas de Autogestión del Servicio Andaluz de Empleo. En la actualidad las Zonas de Autogestión del Servicio Andaluz de Empleo utilizan GECOS.

## Mascotas
| Mascotas Guadalinex | Mascotas Guadalinex | Mascotas Guadalinex | Mascotas Guadalinex | Mascotas Guadalinex | Mascotas Guadalinex | Mascotas Guadalinex | Mascotas Guadalinex | Mascotas Guadalinex |
| ------------------- | ------------------- | ------------------- | ------------------- | ------------------- | ------------------- | ------------------- | ------------------- | ------------------- |
| Nombre              | Andatuz             | Flamenco            | Toro                | Lobo                | Búho                | Lince               | Camaleón            | Quebrantahuesos     |
| Imagen              |                     | Flamenco            | Toro                | Lobo                | Búho                |                     | Camaleón            | Quebrantahuesos     |
| Descripción         | Mascota principal   | Mascota V3          | Mascota V4          | Mascota V5          | Mascota V6          | Mascota V7          | Mascota V8          | Mascota V9          |

La elección de la mascota que representa a cada versión se realiza mediante una encuesta Archivado el 14 de octubre de 2013 en Wayback Machine.. Todos los animales representados en las encuestas se encuentran en las diferentes provincias andaluzas.

## Suplementos
Los suplementos son CD complementarios para Guadalinex Base. Existen varios:
- KDE-Guadalinex: suplemento que instala el entorno de escritorio KDE (personalizado por el equipo de KDE-Guadalinex) en Guadalinex Base.[1]

En las versiones 2004 y V3, se lanzó un suplemento educativo y otro de juegos.
- Suplemento Educativo: conjunto de aplicaciones seleccionadas por la Consejería de Educación para su uso en centros escolares y para el uso doméstico.
- Suplemento de Juegos: surtido de juegos de todas clase. Desde los más clásicos hasta los más novedosos en estrategia y simulación.

En la versión V4, el suplemento paso a un formato DVD por la cantidad de paquetes disponibles y su contenido quedaba dividido en cuatro.

- Educativo: con programas de matemáticas, astronomía, geografía, electrónica, etc.
- Juegos: de todos los tipos y para todos los públicos.
- Desarrollo: herramientas para montar un servidor web, escribir programas para el escritorio...
- Miscelánea: una selección de programas interesantes, planificación de tareas, edición de vídeo, audio, etc.

En la versión V6 se decidió dar el paso definitivo al DVD en el cual se incluye la distribución de Guadalinex V6, suplementos no instalados para Guadalinex y una selección de software libre para windows.
Los diferentes formatos de descarga disponibles de Guadalinex V6 son:
- Gv6 DVD completa:  Contiene Guadalinex v6, software libre para windows y los suplementos, que son conjuntos de paquetes que no vienen instalados, pero que se pueden instalar (en grupo o de uno en uno) desde el DVD (sin necesidad de conexión a internet), una vez se haya instalado y reiniciado Guadalinex. Hay suplementos (conjuntos de paquetes) de:
  - Juegos
  - Programas educativos
  - Herramientas de desarrollo
  - Idiomas (inglés y francés)
  - Y varios. Programas y utilidades interesantes que no pertenecen a ninguna de las anteriores categorías.
- Gv6 DVD] Lo mismo que el anterior, pero sin los suplementos.
- Gv6 CD: Una versión reducida de Guadalinex (se le han quitado algunos programas para que quepa en el CD]) y sin suplementos ni aplicaciones para windows.
- Suplementos: Un DVD con los suplementos por si se dispone de Guadalinex (o Ubuntu Jaunty) instalada y se quiere instalar alguno de esos conjuntos de paquetes pero no tiene acceso al DVD o a internet.
- Software Libre para Windows: Software libre que puede instalarse en Windows. Como por ejemplo, OpenOffice.org, Firefox, aMsn, Gimp, Pidgin, Inskcape, etc.

## Requisitos de hardware

### Guadalinex Integral (Guadalinex Base)
Guadalinex Integral es la versión principal de Guadalinex Ciudadano orientada para equipos con prestaciones hardware que pueden usar un entorno de escritorio útil y agradable.  En la actualidad la versión vigente de Guadalinex es versión 9 (V9).
| Requisitos versión Integral | CPU     | RAM    | HDD  | GPU                         |
| --------------------------- | ------- | ------ | ---- | --------------------------- |
| Mínimos                     | 800 MHz | 512 MB | 3 GB | Con aceleración 3D y 32 MB  |
| Recomendados                | 1 GHz   | 1 GB   | 5 GB | Con aceleración 3D y 256 MB |

### Guadalinex Lite (antigua Guadalinex Mini)
Guadalinex Mini quedó discontinuada en su última versión (V4.2). En 2014 este proyecto se retoma junto a Guadalinex V9 cómo Guadalinex Lite, la versión de Guadalinex destinada a equipos con pocos recursos o antiguos. Para ello utiliza el entorno de escritorio LXDE (a diferencia de la versión Integral que utiliza Cinnamon).
| Requisitos versión Lite | CPU     | RAM    | HDD  | GPU                      |
| ----------------------- | ------- | ------ | ---- | ------------------------ |
| Mínimos                 | 800 MHz | 256 MB | 2 GB | SVGA                     |
| Recomendados            | 1 GHz   | 512 MB | 5 GB | SVGA ATI, Nvidia o Intel |

## Lanzamientos
| Leyenda:    | Leyenda:  | Leyenda:       | Leyenda:      | Leyenda: |
| ----------- | --------- | -------------- | ------------- | -------- |
| sin soporte | soportada | versión actual | en desarrollo |          |

### Guadalinex Integral (Guadalinex Base)
| Versión | Revisión                                                       | Mascota         | Fecha de lanzamiento       | Distribución base                                       | Novedades |
| ------- | -------------------------------------------------------------- | --------------- | -------------------------- | ------------------------------------------------------- | --- |
| 1.0     | 1.0 Archivado el 5 de junio de 2008 en Wayback Machine.        | Lirón           | 23 de febrero de 2004      | Debian Unstable (Sid)                                   | - Primer lanzamiento. - Kernel 2.4.23 - Soporte para conexiones a internet con ADSL, módem y cable. - Servicio de envío de CD. |
| 2004    | 2004 Archivado el 5 de junio de 2008 en Wayback Machine.       | Muflón          | 7 de octubre de 2004       | Debian Testing (Sarge)                                  | - Gnome 2.6 - Open Office 1.1.2 - Programas para edición y retoque de fotos y gráficos. - Herramientas de conexión a Internet. - Visores y reproductores multimedia de los formatos más populares. |
| 2004    | 2004r1 Archivado el 5 de junio de 2008 en Wayback Machine.     | Muflón          | 1 de julio de 2005         | Debian Stable (Sarge)                                   | - Nuevas versiones de Firefox y Evolution. - Copia de Guadapedia con todas las recetas. |
| V3      | V3.0 Archivado el 20 de diciembre de 2007 en Wayback Machine.  | Flamenco        | 8 de febrero de 2006       | Ubuntu 5.10 (Breezy Badger)                             | - Instalador mejorado con procedimientos automatizados. - Versión Live CD y versión instalador. - Detección de dispositivos conectables en caliente muy mejorada gracias a Hermes. - Kernel 2.6.12 - Gnome 2.6.12 |
| V3      | V3.0.1 Archivado el 5 de junio de 2008 en Wayback Machine.     | Flamenco        | 4 de agosto de 2006        | Ubuntu 5.10 (Breezy Badger)                             | - Mejorado el particionador. |
| V4      | V4.0 Archivado el 19 de septiembre de 2007 en Wayback Machine. | Toro            | 13 de abril de 2007        | Ubuntu 6.10 (Edgy Eft)                                  | - Revisiones en la documentación y el manual de usuario. - Correcciones en el sistema de particiones. - Drivers para módems Globalcom. - Soporte para enlaces ed2k en Firefox. - Guadalinex Recovery Utility, para recuperar el menú de inicio, si otro sistema lo elimina. |
| V4      | V4.1 Archivado el 25 de noviembre de 2007 en Wayback Machine.  | Toro            | 23 de noviembre de 2007    | Ubuntu 6.10 (Edgy Eft)                                  | - Compatibilidad con más hardware. - OpenOffice2.2 - Asistentes conectividad 3G Vodafone y Movistar. - Accesibilidad mejorada para personas con discapacidad visual gracias a Orca (2.19.4) y a las nuevas voces (masculina y femenina) en castellano para Festival. - Compatibilidad con NTFS (driver NTFS-3G). |
| V4      | V4.2 Archivado el 2 de agosto de 2008 en Wayback Machine.      | Toro            | 18 de julio de 2008        | Ubuntu 6.10 (Edgy Eft)                                  | - Kernel 2.6.20-15 |
| V5      | V5 Archivado el 27 de diciembre de 2008 en Wayback Machine.    | Lobo            | 11 de noviembre de 2008    | Ubuntu 8.04 LTS (Hardy Heron)                           | - Mejoras de accesibilidad para la gente con discapacidad visual. - Instalador Guadalinex USB. - Compiz Fusion por omisión. - Firefox 3 por omisión. |
| V6      | V6 Archivado el 25 de junio de 2009 en Wayback Machine.        | Búho            | 22 de junio de 2009        | Ubuntu 9.04 (Jaunty Jackalope)                          | - Kernel 2.6.28-11. - Gnome 2.26.1. - OpenOffice.org 3.0. - Editor profesional de imágenes Gimp (2.6) y editor sencillo de imágenes Gnupaint. - Gestor de fotos F-spot. - Programa de escaneo de imágenes X-sane - Editor de sonido Audacity. - Sound-Juicer se ha sustituido por Rhymthbox para la extracción de CD de audio. - Serpentine se suprime por Brasero para crear CD de audio. - Editor de vídeo Avidemux. - Emulador para ejecutar aplicaciones de windows Wine. - Compartición de carpetas desde el menú Sistema→Administración→Carpetas compartidas. - Nuevo manual de usuario. - Backintime para copias de seguridad. - Comparador de archivos de texto. - Gestor de notas (Tomboy). - Cálculo de la integridad de imágenes ISO con la suma MD5 de forma gráfica. - Entorno mínimo de compilación (GCC, make…) y cabeceras del kernel. - Soporte para grabar discos de vídeo (DVD, VCD, SVCD). - El asistente de migración Amigu ahora permite importar datos desde Windows Vista. - El generador de USB de Guadalinex se ha sustituido por el de Ubuntu Jaunty. |
| V7      | V7 Archivado el 19 de septiembre de 2010 en Wayback Machine.   | Lince           | 6 de julio de 2010         | Ubuntu 10.04 (Lucid Lynx)                               | - Kernel 2.6.32-22. - OpenOffice.org 3.2. - Nanny: control parental para los más pequeños - Hermes: notificador de cambios de hardware. - Mount-systray: applet para desmontar dispositivos externos. - Guadalinex e-admin: herramientas para trámites de la e-administración. - Preinstalación de lectores para DNIe. - Grubaker2: editor gráfico para el arranque. - Gru: recuperador del menú de arranque. - GenteGuada: juego en red colaborativo de Guadalinex. - Compartición de carpetas desde el menú Sistema→Administración→Carpetas compartidas. - Perfiles de accesibilidad. - Manual de usuario actualizado. - Guadalinex first start: recorrido por el escritorio de Guadalinex narrado. - Visionado de las particiones durante la instalación. - Voces en español. - Codecs de audio/video. - Wine: para aplicaciones win32 - Lista completa de mejoras y novedades |
| V8      | V8 Archivado el 16 de marzo de 2012 en Wayback Machine.        | Camaleón        | 13 de marzo de 2012        | Ubuntu 11.10 (Oneiric Ocelot)                           | - Kernel 3.0. - Gnome 3.2. - Firefox 10. - Libreoffice 3.5. - Drivers DNIe. - Gnome-Shell. - Con esta versión aparece por primera vez GECOS (GECOS V1). |
| V9      | V9 Archivado el 24 de marzo de 2014 en Wayback Machine.        | Quebrantahuesos | 21 de noviembre de 2014    | LinuxMint 17 Qiana (Ubuntu 14.04 LTS)                   | - 32 bits. - Basada en Linux Mint LTS. - Entorno Cinnamon. - Incluye una versión ligera para equipos con limitaciones hardware (entorno LXDE). - Segunda versión de GECOS (GECOS V2). |
| V10     | V10 Archivado el 18 de agosto de 2018 en Wayback Machine.      | Cerdo           | (Nunca llega a publicarse) | LinuxMint 19 Sarah (Ubuntu 16.04 LTS) Lubuntu 16.04 LTS | - Guadalinex V10 Integral (Cinnamon) para arquitecturas de 64 bits. - Guadalinex V10 Lite (LXDE) para arquitecturas de 32 bits. - Tercera versión de GECOS (GECOS V3). - Modo de arranque especial para personas con discapacidades visuales. - AppGrid como Centro de Software. - LibreOffice 5.1.2. - Firefox 55. - Cinnamon 3.0.2. - Voces en español (Hispavoces). |

### Guadalinex Lite (antigua Guadalinex Mini)
Guadalinex Mini vio la luz en la versión 2004 de Guadalinex. El desarrollo de la versión Mini quedó descontinuado con la salida de Guadalinex V4.2 Mini. En 2014 se liberó una versión ligera de Guadalinex V9 para equipos con limitaciones hardware, por lo que hoy en día, la versión Lite de Guadalinex se puede denominar cómo un desarrollo sucesor de Guadalinex Mini dado los pocos recursos que usa esta versión.
| Versión  | Fecha de lanzamiento    | Distribución base            |
| -------- | ----------------------- | ---------------------------- |
| 2004     | 4 de agosto de 2005     | Debian Stable (Sarge)        |
| V3       | 16 de enero de 2007     | Ubuntu 5.10 (Breezy Badger)  |
| V4.2 RC1 | 19 de mayo de 2008      | Ubuntu 6.10 (Edgy Eft)       |
| V9       | 21 de noviembre de 2014 | LinuxMint 17 Qiana bajo LXDE |